# Calle de la Plata
La calle de la Plata es una vía pública de la ciudad española de Segovia.

## Descripción
La vía, de título gremial, discurre desde la calle de José Zorrilla hasta la plaza de Carrasco. Aparece descrita en Las calles de Segovia (1918) de Mariano Sáez y Romero con las siguientes palabras:

Plata.—Tiene entrada al comienzo de la calle de José Zorrilla y su salida a la plazuela de Carrasco. Antiguamente existían en esta calle, , cuando Segovia era más poblada y más próspera, hornos de fundición de la plata, para el abastecimiento de las tiendas de la Ciudad y de algunos vendedores ambulantes en la provincia y fuera de ella, y también había en la calle alguna tienda de objetos fabricados. El trayecto está muy poblado; pero, como contraste del título, con casas modestas ocupadas por trabajadores, gentes de oficios menores y alguna abacería, y tiene por eso la animación de los sitios en que sus moradores hacen la vida en las puertas y habitaciones bajas.
(Sáez y Romero, 1918, p. 132)